# Allach-Jun'
L'Allach-Jun' (in russo Аллах-Юнь?; in lingua sacha: Ааллаах-Үүн) è un fiume della Russia siberiana orientale, affluente di destra dell'Aldan nel bacino della Lena. Scorre nell'Ochotskij rajon del Territorio di Chabarovsk e nel Nerjungrinskij rajon della Sacha-Jacuzia.
Scorre dal lago Amparyndža nelle montagne a sud-est della catena dei monti di Verchojansk e scorre lungo il bordo nord-occidentale dell'altopiano Judomo-Majskoe con direzione sud-occidentale; nella parte bassa del suo corso raggiunge la pianura e dirige il suo corso verso nord-ovest fino a sfociare nell'Aldan non lontano dalla località di Ėl'dikan, a 770 km dalla foce. I principali affluenti sono Anča (147 km) dalla sinistra idrografica e Sachara (117 km) dalla destra.
Il fiume è gelato per lunghi periodi ogni anno, mediamente da ottobre a maggio, analogamente a tutti i fiumi del bacino; in questo periodo la portata d'acqua raggiunge i valori minimi annuali, mentre la tarda primavera vede invece le maggiori piene allorquando il livello dell'acqua può salire di 3-5 metri oltre il normale.